# Estadio Santiago Bernabéu
Estadio Santiago Bernabéu – stadion piłkarski w stolicy Hiszpanii, Madrycie. Jest macierzystym obiektem Realu Madryt, mecze rozgrywa na nim także reprezentacja Hiszpanii. 22 maja 2010 roku odbył się tu 55. finał Ligi Mistrzów UEFA.

## Historia
22 czerwca 1944 roku ówczesny prezes Realu Madryt, Santiago Bernabéu, uzyskał kredyt bankowy na budowę nowego stadionu dla swojego klubu. 5 września dokonano uroczystego wyboru projektu nowego obiektu – miał pomieścić 75145 widzów, z czego 27645 na miejscach siedzących i 47500 na stojących. Łącznie 9125 osób miało mieć możliwość zajęcia miejsca pod dachem.
27 października rozpoczęła się budowa, a oficjalna inauguracja odbyła się 14 grudnia 1947. W meczu otwarcia Real Madryt pokonał CF Os Belenenses 3:1, a pierwszego gola na nowym obiekcie – zwanym początkowo Nuevo Estadio Chamartín (od nazwy poprzedniego stadionu Realu Madryt) – zdobył Sabino Barinaga.

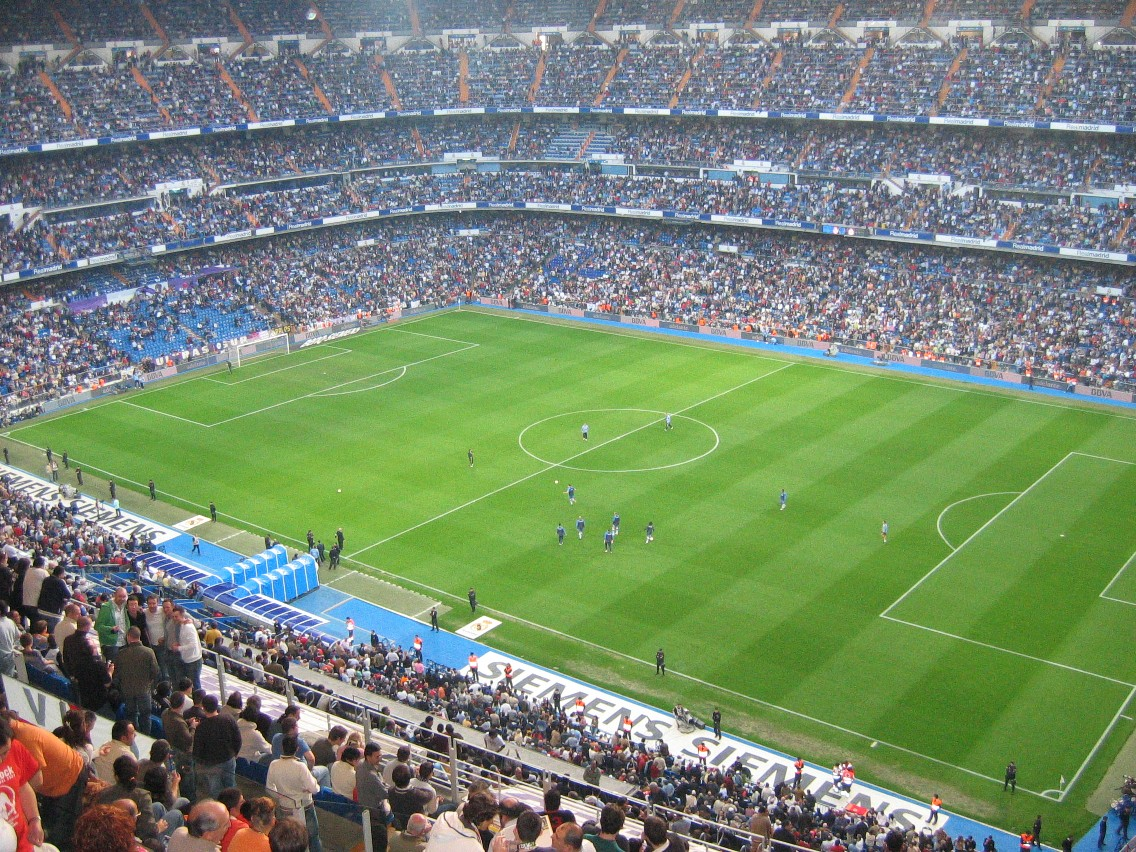
Stadion Santiago Bernabéu podczas meczu Realu Madryt z Deportivo La Coruña

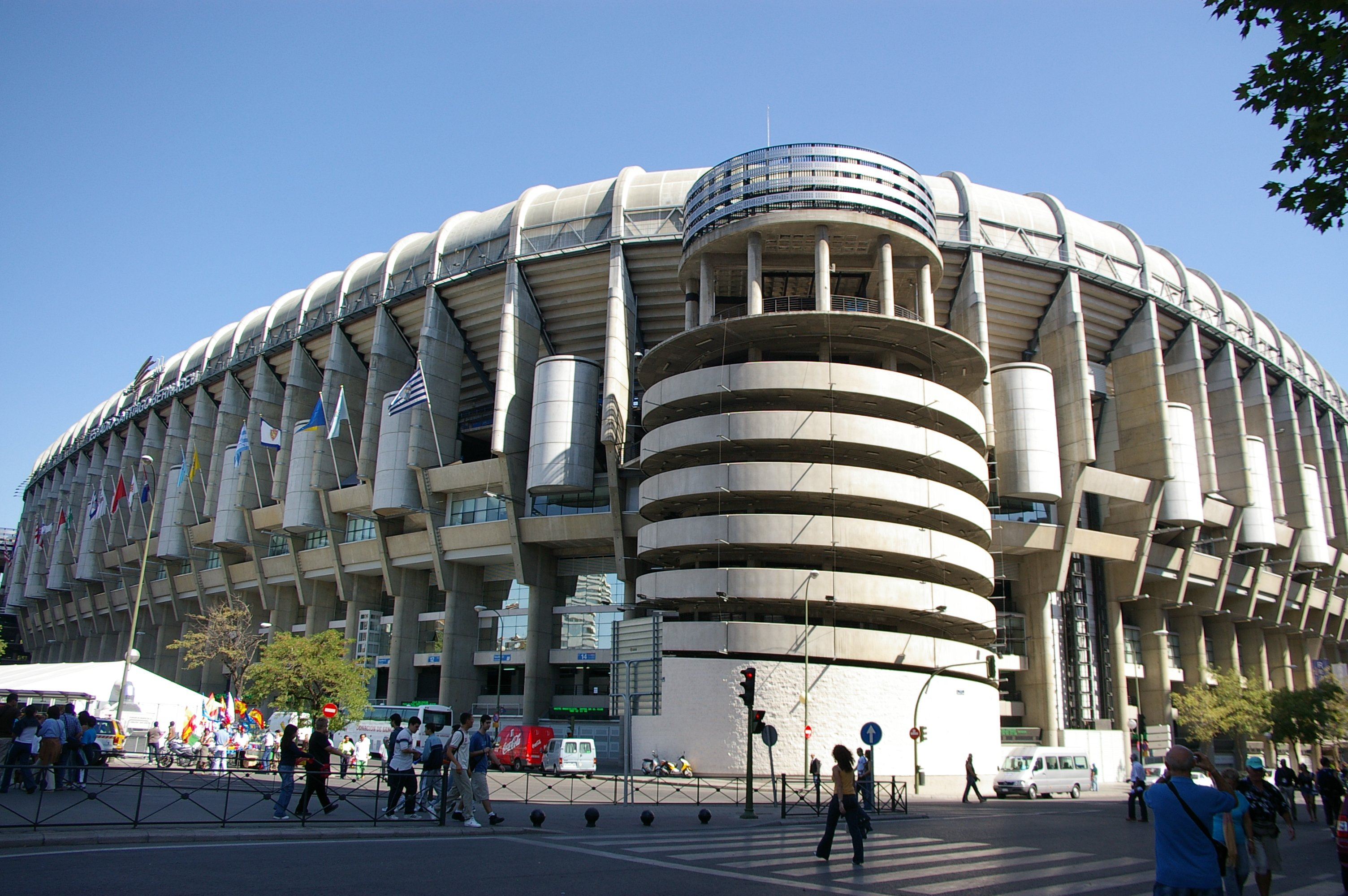
Widok z zewnątrz

Pierwszą z wielu przebudowań przeprowadzono już w 1954, powiększając pojemność do 120 tysięcy, zaś w maju 1957 rozegrano pierwszy mecz przy sztucznym oświetleniu; przeciwnikiem Realu Madryt był Sport Club do Recife. Wówczas stadion nosił już nazwę Estadio Santiago Bernabéu – przemianowanie na cześć prezesa Santiago Bernabéu nastąpiło 4 stycznia 1955. Pierwszy mecz reprezentacji Hiszpanii na Estadio Bernabéu odbył się w 1964 roku – jej przeciwnikiem była wówczas drużyna Związku Radzieckiego.
Kolejną dużą przebudowę przeprowadzono w latach 80. – na rozgrywane w Hiszpanii Mistrzostwa Świata 1982; kierowali nią Manuel Salinas oraz Luis i Rafael Alemany, synowie twórcy stadionu. Pojemność obiektu została ograniczona do 90800 miejsc.
Ostatnie miejsca stojące, ze względu na regulacje UEFA, zlikwidowano na przełomie lat 1998/1999, natomiast dwie ostatnie przebudowy to w 2007 roku utworzony dach nad trybuną (wschodnią), oraz utworzone w 2011 roku 900 nowych miejsc, położonych w sektorze Primer Anfiteatro od ulicy Ojca Damiana, który zadebiutował podczas spotkania Realu z FC Barceloną, pierwszym meczu Superpucharu Hiszpanii w 2011 roku.
12 grudnia 2004 w 88. minucie gry mecz Realu z Realem Sociedad został przerwany. Powodem był telefon od człowieka powołującego się na ETA, który powiedział, że na Santiago Bernabéu o 21:00 wybuchnie bomba. W ciągu dziesięciu minut przeprowadzono ewakuację kibiców. Alarm okazał się fałszywy. Mecz dokończono 5 stycznia 2005 roku.
31 stycznia 2014 Florentino Perez ogłosił, że GMP Architekten, L35 i Ribas wygrali międzynarodowy konkurs na projekt przebudowy Santiago Bernabéu. Przebudowa ma zająć 3 lata. Od 26 marca 2020 roku stał się magazynem materiałów sanitarnych w związku z pandemią COVID-19.

## Komunikacja miejska
Stadion ma własną stację metra – Estación de Santiago Bernabéu – przez którą przejeżdża linia 10. W pobliże dojeżdżają też autobusy linii 14, 27, 40, 43, 120, 147 i 150.